# Ненаситець (поріг)

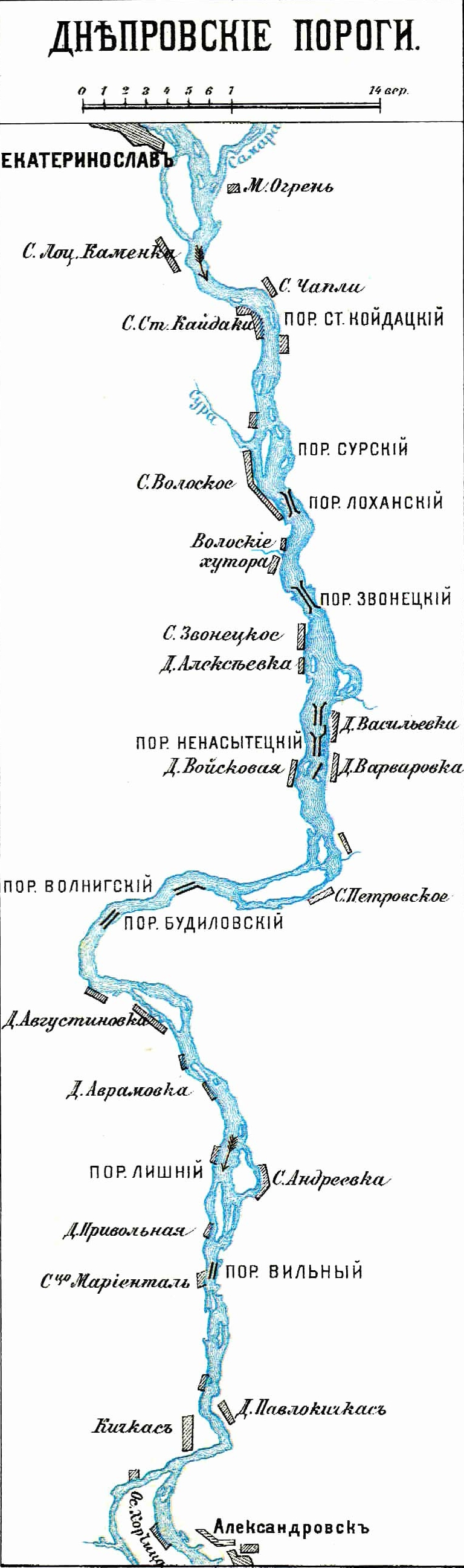
Дніпрові пороги

Ненаситець, Ненаситецький поріг, Ревучий, Дід-поріг — дніпровський поріг, що був посередині порожнистої частини Дніпра. Козаки його називали Дідом. Це був найбільший й найстрашніший з усіх Дніпрових порогів.
Шум Діда було чуть за 10 кілометрів, а в тиху погоду — 15-20 кілометрів.

## Географія
Протяжність порогу становила 2 453,64 метрів (1 150 саженів), ширина — 1 064,67 метрів (499 саженів). Цей поріг перетинав течію дванадцятьма скелями, або лавами — Рваною, Службою, Гостренькою, Одинцевською, Рогіжною, Буравленою, Булгарською, Богатирською, Довгополою, Казанцовою, Мокрими Кладями і Рогатою.
Протягом версти по всій ширині Дніпра були розкидані величезні скелі, кам'яні брили, величезні камені і безліч дрібних. Вода між ними з шаленою швидкістю мчить вниз, розбиваючись в пил. Вона вирує, мов у великому котлі, і з завихреннями, закрутами, білими бурунами, вал за валом, з шаленою швидкістю скочується вниз.
Посередині між скелями існував так званий «козацький хід». Також існувало два канали — «Старий» канал 320 метрів довжиною, зі шлюзами, вибитий в граніті, а також «Новий» канал з накидного каменю 1 500 метрів довжиною.
Також на Ненаситцеві був найбільший водоспад, розташований ближче до правого берега, його висота сягала 7 метрів. Фарватер Дніпра у вирі, що слідував за водоспадом, становив приблизно 40 метрів завглибшки. Це місце порога козаки називали «пеклом», цей вир був найстрашнішим місцем в Ненаситецькому порозі. Лоцмани казали: «Попавсь у пекло — буде тобі і холодно, і тепло».
Також існувало погане місце на Ненаситецькому порозі — глибока яма з каменем перед нею, так звана Сцикуха. Лоцмани казали: «Як ти її не стережись, а вона тебе все-таки обсцикне».
З усіх дев'яти порогів тільки один Ненаситецький ніколи не замерзав зимою через надзвичайно сильну течію води.
Від правого, високого, скелястого берега віддходить й впирається у поріг скеля Монастирко, або Царицина скеля, із якої відкривався вид на увесь поріг, як на долоні.

## Історія
Поріг був дуже важкий для судноплавства. Як казав Костянтин VII Багрянородний: «В цьому порозі ідуть до берега; виборні люди висаджуються, ідуть для сторожі; стоять на сторожі з усією повністю, зважаючи на печенігів. Інші, захопивши з човнів свої речі, ведуть своїх рабів у кайданах 6 000 кроків далі, поки перейдуть поріг. Далі одні тягнуть човни, інші несуть на плечах, поки поминуть поріг. Минувши, спускають їх у річку, і поклавши вантаж, сідають і знов пливуть.»
Коло Ненаситецького порогу людина жила і в кам'яну, і в бронзову, і в залізну добу передісторичних часів, а також в історичні часи, близькі до нас, підтвердженням чого є численні знахідки.
В 1737 р. на правому березі Дніпра супроти Ненаситецького порога козаками було споруджено «от россіян ретраншмент з редутами» площею 50 гектар. В 1741 р. коло цього ретраншменту виникло поселення «из малороссийских козаков и крестьян». Згодом, в 1780 р., біля ретраншменту, було засновано село Миколаївка (сучасне найменування — Микільське-на-Дніпрі).

## Цікаві факти
Письменник і публіцист Петро Ребро припускає, що у своєму «Заповіті» Тарас Шевченко змальовує пейзаж неподалік від Хортиці й саме тут просить поховати його згодом. Окрім згадки про Дніпро, кручі (якими можна назвати скелі острова над річкою) наводиться, що у першій публікації твору в «Кобзарі» в рядках «Було видно, було чути, / Як реве ревучий» Ревучий зазначається з великої літери.  Саме одну з таких назв мав Ненаситець.
Теорію Петра Ребра підтримала письменниця Оксана Забужко. Про це вона розповіла в одному з випусків літературної програми «ЛітПроСвіт».

## Галерея

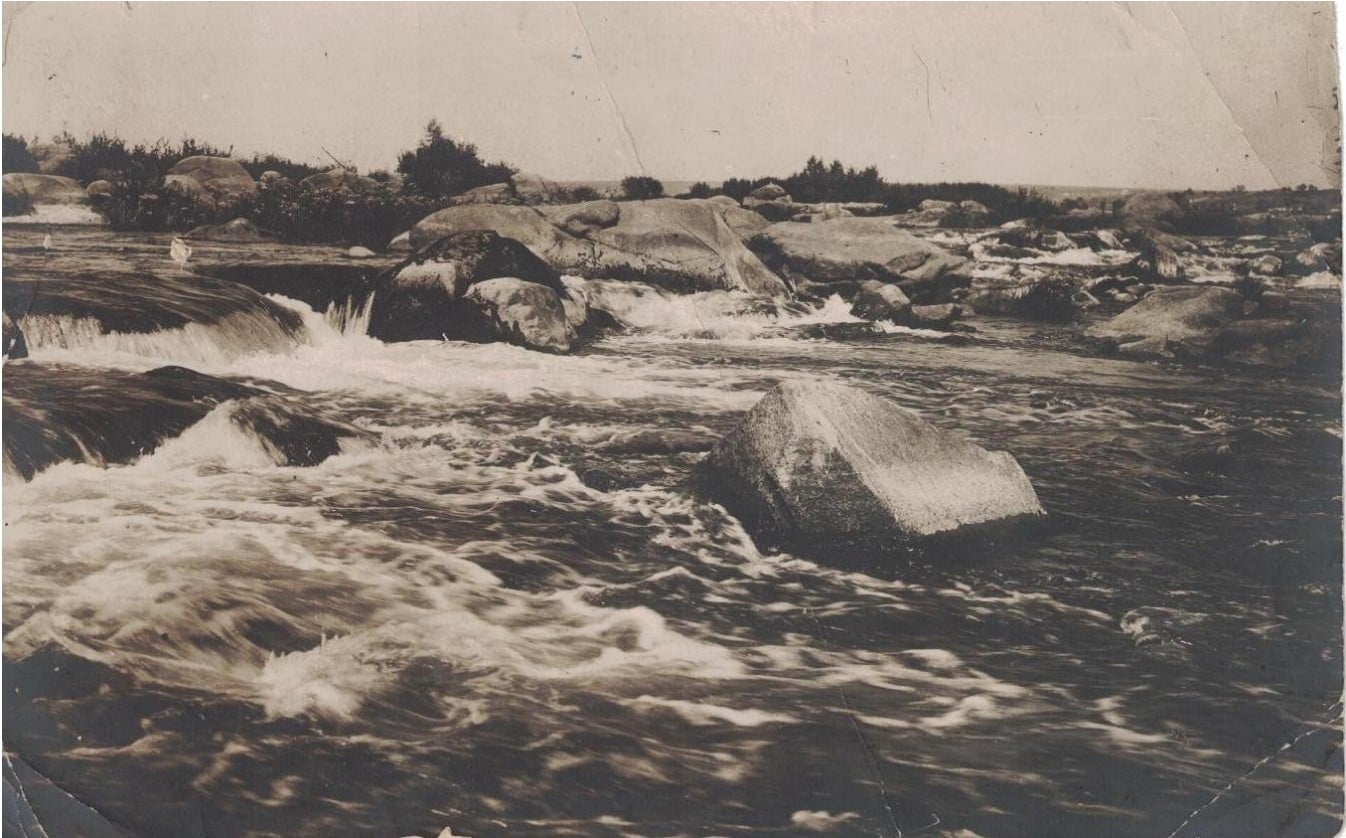
Ненаситецький поріг. Фото до затоплення